# Riva Esterina Dobermann
 (septembre 2022).
Si vous disposez d'ouvrages ou d'articles de référence ou si vous connaissez des sites web de qualité traitant du thème abordé ici, merci de compléter l'article en donnant les références utiles à sa vérifiabilité et en les liant à la section « Notes et références ».
Le revolver Riva Esterina Dobermann était une copie italienne simplifiée du S&W Chiefs Special vendue essentiellement en Italie et exportée aux États-Unis dans les années 1970. 

## Dans la culture populaire
Moins fréquent à l'écran que son célèbre modèle US, le petit revolver italien (chargé à blanc) arme de nombreux policiers et criminels dans les néo-polars italiens des Années de plomb. Il est ainsi visible dans le poing du Marseillais  (Gastone Moschin) poursuivi par le Commissaire Tomas Ravelli (Tomás Milián) dans Brigade volante (1974 réalisé par Stelvio Massi).
C"est aussi l'arme de poing utilisée par  Mario Colella joué par l'acteur français Luc Merenda dans Colère noire de Fernando Di Leo sorti en 1975.

## Données techniques
- Type : carcasse fermée et barillet basculant ; double action ; visée fixe ; crosse en bois.
- Usage : défense personnelle.
- Capacité  : 5 cartouches de .38 Special.
- Longueur : 16 cm (canon de 5  cm).
- Masse de l'arme vide : 550 g environ.
- Fabricant : Officina Meccanica Armi Riva Esterina & Co.

## Sources
- D. VENNER, Les armes de poing de la nouvelle génération, éditions J. Grancher, 1982.
- Revues  Action Guns, AMI et Cibles.